# Thundercat Racing

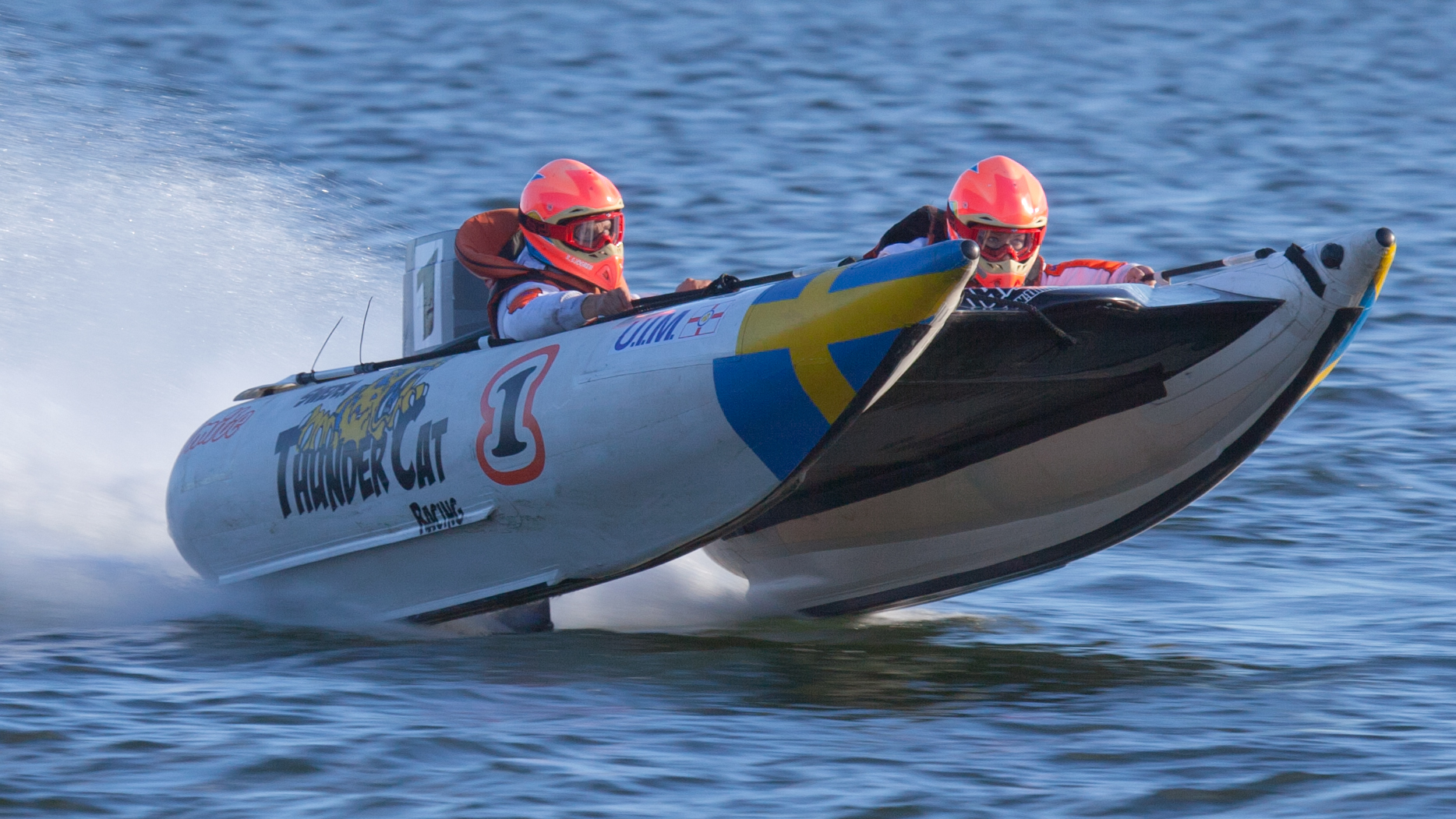
Thundercat racing i Vaxholmsloppet 2011

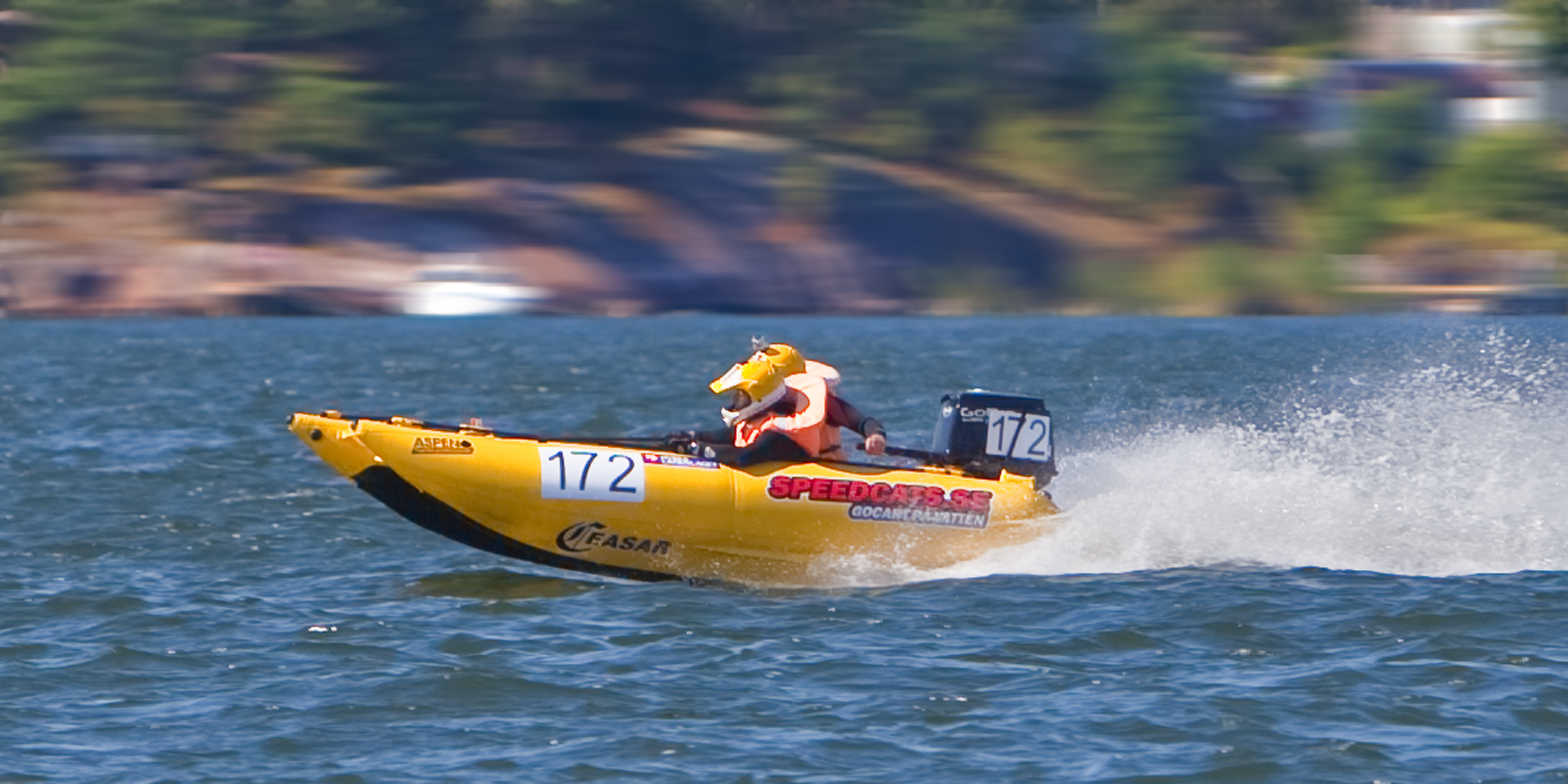
Roslagsloppet 2012

Thundercat Racing är båtracing, ursprungligen från Sydafrika, med fyra meter långa rib-katamaraner med en 50 hk utombordsmoter. 
Båtarna framförs av två personer; en som styr (pilot) och en som fördelar vikten i båten (co-pilot). Det officiella namnet är P750, men i olika länder har man tagit andra namn. Exempelvis använder man Thundercat Racing i Sverige, och enbart Thundercat i många andra länder. I Storbritannien har man olika serier, där en av serierna benämns Zapcat. I Sverige finns det en eventklass som kallas "Speedcats"[källa behövs] med en egen tävlingsserie som heter Speedcats Summer Tour.[källa behövs]
Det finns tre tävlingsklasser: Standard (P750S), blueprint (P750) och modified (P750M). Internationellt och nationellt tävlar man i tre olika kategorier: Långlopp, vågor och rundbana på lugnt vatten.